# Šternberk (klein district)
Správní obvod obce s rozšířenou působností Šternberk (Nederlands: Administratief district van de gemeente met uitgebreide bevoegdheid Šternberk, afgekort SO ORP Šternberk) is een van de vier administratieve districten van gemeenten met uitgebreide bevoegdheid (správní obvody rozšířené působnosti obcí) in het Tsjechische district Olomouc in de regio Olomouc. Het administratief district is in 2003 opgericht en binnen het district vallen 22 gemeenten. De steden Šternberk en Moravský Beroun zijn gemeenten met bevoegd gemeentebestuur (obce s pověřeným obecním úřadem).

## Lijst van gemeente
De obce (gemeenten) in de SO ORP Šternberk. De vetgedrukte plaatsen hebben stadsrechten. De cursieve plaatsen zijn steden zonder stadsrechten (zie: vlek).
Babice - Domašov nad Bystřicí - Domašov u Šternberka - Hlásnice - Hnojice - Horní Loděnice - Hraničné Petrovice - Huzová - Jívová - Komárov - Lipina - Lužice - Město Libavá - Mladějovice - Moravský Beroun - Mutkov - Norberčany - Řídeč - Strukov - Štarnov - Šternberk - Žerotín